# Айлендс
Айлендс (англ. Islands Region) — один из четырёх регионов Папуа — Новой Гвинеи. Расположен на территории архипелага Бисмарка и Северных Соломоновых островов. Это наименее заселённый регион страны с населением 1 096 543 человек (2011), что составляет 15,07 % населения Папуа — Новой Гвинеи. Регион имеет разную историю по сравнению с другими: здесь распространёны австронезийские языки и найдены в ходе археологических раскопок элементы культуры Лапита.
Регион включает в себя 4 провинции и 1 автономный регион:
- Восточная Новая Британия
- Манус
- Новая Ирландия
- Автономный регион Бугенвиль
- Западная Новая Британия.